# Christiaan Frankenhout
Christiaan Frankenhout (* 13. Januar 1982 in Westzaan) ist ein niederländischer Automobilrennfahrer.

## Karriere
Frankenhout begann seine Motorsportkarriere 2000 im niederländischen Citroen Saxo Cup und sammelte in den folgenden Jahren Erfahrungen im Union Toyota Yaris Cup, ID&T Clio Renault Sport Cup und weiteren Rennserien. 2004 gewann er den Titel im niederländischen Seat Cupra Cup.
Danach wechselte er für zwei Jahre in den Toyota Yaris Cup und fuhr dort für das Team Kormelink. Dort wurde er 2005 hinter Philip Geipel Vizemeister und konnte 2006 mit zehn Siegen in 14 Rennen den Titel holen.
Parallel startete er ab 2006 in der Benelux Racing League (BRL V6) und erreichte dort 2007 auf einem Ford Mondeo BRL V6 mit dem sechsten Rang seine beste Platzierung. 2009 und 2010 fuhr er mit einem Renault Clio RS III im Clio Cup und mit einem Porsche 997 GT4 erfolgreich in der HTC Dutch GT4-Serie.
Von 2010 bis 2012 startete er in der ADAC-GT-Masters-Rennserie. Dort pilotierte er in seiner ersten Saison einen Audi R8 LMS für das Team Rosberg und danach für Heico Motorsport einen Mercedes-Benz SLS AMG GT3. Sein bestes Ergebnis in der Serie war 2009 der neunte Platz in der Saisongesamtwertung.
2011 und 2012 ging er beim 24-Stunden-Rennen auf dem Nürburgring mit dem Heico-Team in der SP9-GT-Klasse an den Start. Das Rennen konnte er 2011 mit einem fünften und im Folgejahr mit einem dritten Rang beenden.